# Schöffengericht
Ein Schöffengericht ist im Allgemeinen ein Gericht, bei dem Schöffen mitwirken. Jedoch wird nicht unbedingt jedes Gericht, an dem Schöffen mitwirken, auch so genannt.

## Deutschland
Das Schöffengericht ist in Deutschland ein Spruchkörper des Amtsgerichts in Strafverfahren mit einer Strafgewalt bis zu vier Jahren Freiheitsstrafe.

### Zuständigkeiten
Das Schöffengericht ist nach seiner sachlichen Zuständigkeit zwischen dem Strafrichter beim Amtsgericht und der Strafkammer beim Landgericht angesiedelt. Ein wesentliches Zuständigkeitskriterium ist dabei die Rechtsfolgenerwartung, also die für den Einzelfall zu erwartende Strafe innerhalb des gesetzlich vorgeschriebenen Strafrahmens bzw. zu erwartende Maßregeln der Besserung und Sicherung.
Es ist berufen, alle Verbrechen und Vergehen abzuurteilen, bei denen die Straferwartung bei einer Freiheitsstrafe von zwei bis vier Jahren liegt und keine Unterbringung in einem psychiatrischen Krankenhaus oder in der Sicherungsverwahrung zu erwarten sowie keine Zuständigkeit des Schwurgerichts oder des Oberlandesgerichts als erkennendes Gericht der ersten Instanz begründet ist (§ 24 GVG). Bei geringerer Straferwartung ist der Strafrichter zuständig (§ 28, § 25 GVG), bei höherer die Große Strafkammer am Landgericht. Ferner ist das Schöffengericht für die Verhandlung über Verbrechen (d. h. reguläre Mindeststrafe von einem Jahr) zuständig, wenn die Straferwartung vier Jahre nicht übersteigt. Durch die Annahme eines minderschweren Falls kann die gesetzliche Mindeststrafe dabei unter einem Jahr liegen, was für die sachliche Zuständigkeit außer Betracht bleibt, da sich diese nur auf den Verbrechensbegriff bezieht (§ 12 Absatz 3 StGB).
Das Schöffengericht ist nicht zuständig, wenn die Staatsanwaltschaft wegen der besonderen Bedeutung des Falls Anklage vor dem Landgericht erhebt oder sonst die erstinstanzliche Zuständigkeit beim Landgericht oder Oberlandesgericht liegt, etwa in Staatsschutzsachen.
In Jugendstrafsachen oder Jugendschutzsachen wird das Schöffengericht als Jugendschöffengericht tätig, wenn die Verhängung einer Jugendstrafe zu erwarten ist (§ 40 JGG).

### Besetzung
Das Schöffengericht ist in der Regel mit zwei Schöffen und einem Berufsrichter besetzt. Wenn die zu verhandelnde Sache von besonderem Umfang ist, kann ein weiterer Berufsrichter hinzugezogen werden. Dieses Schöffengericht wird dann erweitertes Schöffengericht genannt. Die Voraussetzungen und Zuständigkeitsregelungen sind dieselben wie beim eigentlichen Schöffengericht.

## Österreich
Das Schöffengericht in Österreich ist ein Senat, der an den Landesgerichten in bestimmten Strafsachen urteilt.
Grundsätzlich besteht das Schöffengericht dabei aus einem Berufsrichter und zwei Laienrichtern (Schöffen) und entscheidet in erster Instanz über einzelne in der Strafprozessordnung aufgezählte Delikte sowie jene, die mit mehr als fünf Jahren Freiheitsstrafe bedroht und nicht dem Geschworenengericht zugewiesen sind (§ 32 Abs 3 StPO). Eine Ausnahme davon wurde mit der Strafprozessrechtsänderung zum 1. Jänner 2015 eingeführt: In bestimmten Fällen hat gemäß § 32 Abs 1a StPO ein „großes“ Schöffengericht, das aus zwei Berufsrichtern und zwei Laienrichtern besteht, zu entscheiden. Zu diesen – in den Ziffern des Absatzes 1a von § 32 StPO taxativ aufgezählten – Delikten, die in die Zuständigkeit der „großen“ Schöffengerichte fallen, zählen etwa Totschlag, Schwerer Raub, Brandstiftung und Vergewaltigung. Der zweite Berufsrichter im Schöffenverfahren war erst mit 1. Jänner 2008 abgeschafft worden. In Jugendstrafsachen muss einer der Schöffen als Lehrer, Erzieher, in der öffentlichen oder privaten Jugendwohlfahrt oder in der Jugendbetreuung tätig sein oder gewesen sein und wenigstens einer muss das gleiche Geschlecht wie der Angeklagte haben (§ 28 JGG).
Das Urteil richtet sich bei beiden Varianten jedenfalls nach der Stimmenmehrheit aller Richter, wobei die Stimmen der Berufsrichter genauso viel zählen wie jene der Laienrichter.
In einem einfachen Schöffenverfahren (ein Berufsrichter, zwei Schöffen) kann die Schuldfrage gegen die Stimme des Berufsrichters jedoch nicht bejaht werden (§ 41 StPO).